# Somero-Gletscher
Der Somero-Gletscher ist 11 km langer Gletscher in der antarktischen Ross Dependency. Im Königin-Maud-Gebirge fließt er vom Mount Fairweather in nordwestlicher Richtung zum Liv-Gletscher, den er unmittelbar südlich der westlichen Ausläufer der Duncan Mountains erreicht.
Das Advisory Committee on Antarctic Names benannte ihn 1966 nach George N. Somero, Biologe des United States Antarctic Research Program auf der McMurdo-Station von 1963 bis 1964 sowie im antarktischen Winter 1965.